# Coudenhoveové

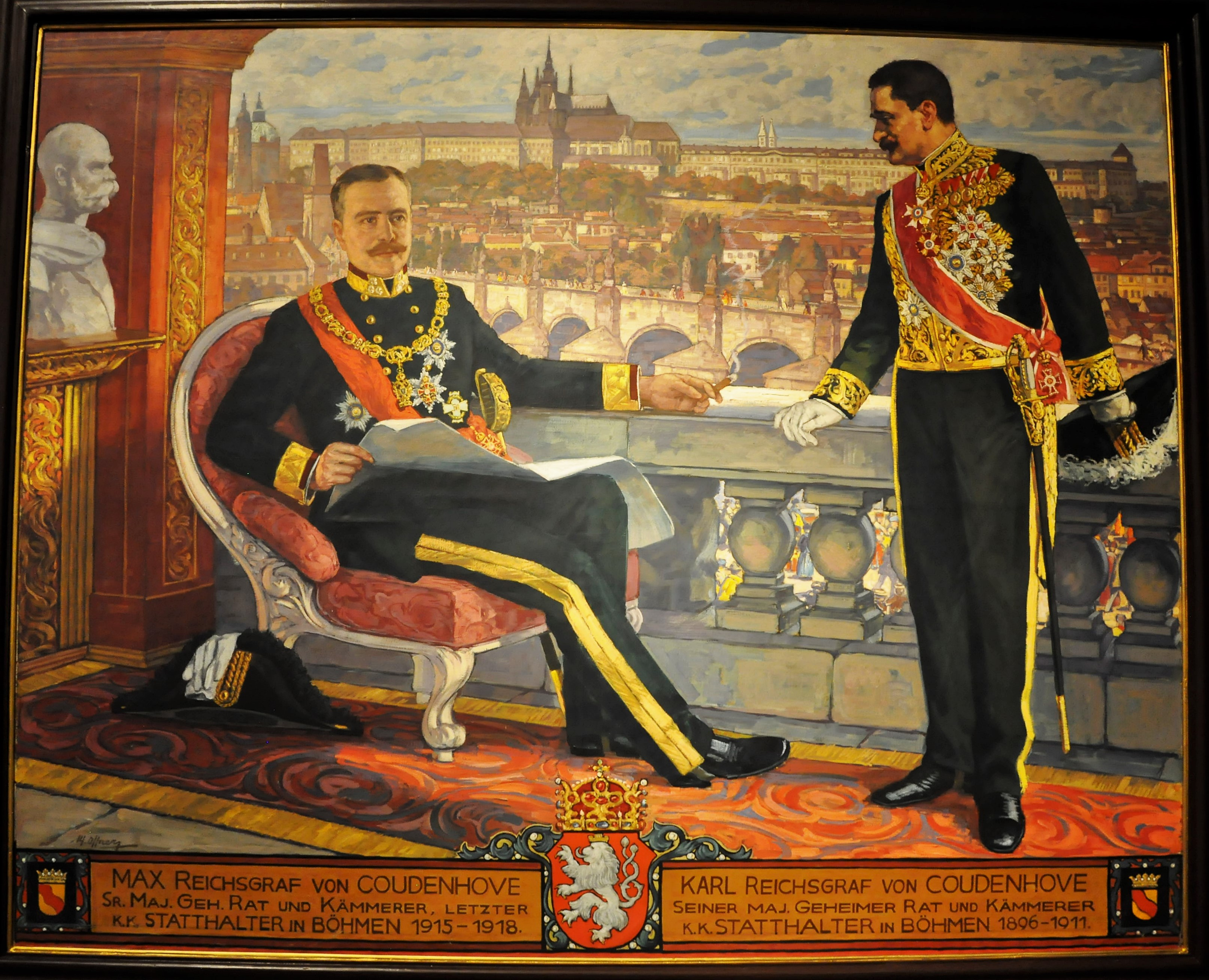
Max a Karl Coudenhove jako čeští místodržící

Coudenhoveové [kudnhof i kaudnhof] jsou český šlechtický rod pocházející ze severního Brabantska.

## Historie
První zmínky o rodu pocházejí ze 13. století na území dnešní Belgie. Theodoricus  Coudenhove se připomíná roku 1240 v Brabantsku a jeho potomek Gerolf se v polovině 13. století zúčastnil křížové výpravy do Palestiny. Také další členové rodu byli vojáky. V 15. století došlo k prvnímu dělení rodu, někteří členové zůstali na kontinentu a část odešla do Anglie. Druhé dělení rodu se datuje do konce 17. století, a to na starší hraběcí a mladší baronskou větev. Baronská větev se dělila na francouzskou a českou.
Koncem 18. století se Coudenhoveové stali říšskými hrabaty, větší významnosti dosáhl až v posledních dvou stoletích. Měli statky v Uhrách, Bavorsku, do Čech přišli v první polovině 19. století:
- František Karel roku 1864 zakoupil panství Poběžovice na Domažlicku od Thun-Hohensteinů. Oženil se tam s řeckou šlechtičnou Mariií Felicitas von Kalergi (1840-1877).
- Jeho syn se po císařově schválení směl užívat jména Jindřich Jan Maria hrabě von Coudenhove-Kalergi (1859-1906). Byl vystudovaný právník a filozof, povoláním rakousko-uherský diplomat v Aténách, Ru de Janeiro, Istanbulu a naposledy velvyslancem v Japonsku, oženil se tam s Japonkou Mitsuko, rozenou Aoyama (1874-1941). Měli čtyři syny a tři dcery:
- Prvorozený Johannes Evangelist Virgilio (1893-1965) sídlil na zámku v Poběžovicích, věnoval se umění[2]
- Druhorozený Richard Mikuláš (1894-1972) se věnoval filozofii a politice, spoluzakládal panevropské hnutí a stal se prvním prezidentem Panevropské unie v ženevě.
- Třetí syn Gerolf (1896-1978) se oženil s hraběnkou Sofií von Pálffy-Erdöd a žili na zámku v Březnici.
- Nejmladší syn Karel Jindřich (1903-1987) se v australském Sydney oženil s Anitou Neubergovou z Vídně a žili pak v Aténách.
- Dcera Ida Frederika (1901-před 1988) se provdala za Karla Josefa Görrese, věnovala se náboženství a filozofii a publikovala stati z těchto oborů[3].

- Max Julius Coudenhove |(1856-1928) (jehož pradědeček byl zárověň dědečkem výše zmíněného Františka Karla) se stal rakouským c. a k. tajným radou, a po svém bratrovi Karlovi byl posledním místodržitelem Království českého.[4]
- Sestra Charitas Coudenhove byla řeholnicí z Kongregace milosrdných sester boromejek, pracovala v ženské věznici v Praze-Řepích, zachoval se její portrét[5]
- Marie Anežka von Coudenhove-Honrichs byla významnou řeholnicí a podílela se na stavbě mateřince v Rajhradě.

Příslušníky rodu po roce 1945 úřady odsunuly do Německa, kde žijí dodnes. Příbuzensky se spojili především s cizími rody.

## Erb
Na zlatém štítě je položeno červeně vlnité kosmé břevno.